# Liste der Naturdenkmale in Thomm
Die Liste der Naturdenkmale in Thomm nennt die im Gemeindegebiet von Thomm ausgewiesenen Naturdenkmale (Stand 3. Juni 2024).

## Naturdenkmale
| Nr.         | Bezeichnung | Lage                                           | Beschreibung                       | Bild            |
| ----------- | ----------- | ---------------------------------------------- | ---------------------------------- | --------------- |
| ND-7235-427 | Hinkelstein | westlich des Ortes; Flur Beim Hinkelstein Lage | Menhir aus Quarzit, ca. 1,8 m hoch | Fotos hochladen |